# Fudbalski klub Dečić Tuzi
Il Fudbalski klub Dečić Tuzi, meglio noto come Dečić, è una società calcistica montenegrina con sede nella città di Tuzi. Milita attualmente nella Prva liga, la massima divisione del calcio montenegrino.

## Statistiche e record

### Statistiche nelle competizioni UEFA
Tabella aggiornata alla fine della stagione 2024-2025.
| Competizione                             | Partecipazioni | G | V | N | P | RF | RS |
| ---------------------------------------- | -------------- | - | - | - | - | -- | -- |
| Coppa dei Campioni/UEFA Champions League | 1              | 2 | 0 | 1 | 1 | 1  | 4  |
| UEFA Conference League                   | 3              | 8 | 2 | 2 | 4 | 7  | 8  |

## Palmarès

### Competizioni nazionali
- Campionato montenegrino: 1

2023-2024
- Coppa del Montenegro: 1

2024-2025
- Treća Crnogorska Liga: 1

2003-2004
- Druga Crnogorska Liga: 2

2012-2013, 2019-2020
- Campionato dilettanti montenegrino: 1

2002-2003

### Altri piazzamenti
- Campionato montenegrino:

Terzo posto: 2020-2021, 2021-2022
- Crnogorski fudbalski kup:

Finalista: 2020-2021, 2021-2022
Semifinalista: 2023-2024
- Druga crnogorska fudbalska liga:

Secondo posto: 2014-2015

## Organico

### Rosa 2023-2024
| N. |                       | Ruolo | Calciatore        |
| -- | --------------------- | ----- | ----------------- |
| 1  | Montenegro (bandiera) | P     | Igor Nikić        |
| 3  | Montenegro (bandiera) | D     | Robert Gjelaj     |
| 4  | Montenegro (bandiera) | D     | Stefan Milić      |
| 6  | Montenegro (bandiera) | D     | Romario Camaj     |
| 7  | Montenegro (bandiera) | C     | Draško Božović    |
| 8  | Brasile (bandiera)    | C     | Caique Chagas     |
| 9  | Montenegro (bandiera) | A     | Ilir Camaj        |
| 10 | Montenegro (bandiera) | C     | Oliver Šarkić     |
| 11 | Montenegro (bandiera) | A     | Darko Zorić       |
| 12 | Montenegro (bandiera) | P     | Hamza Djoković    |
| 13 | Montenegro (bandiera) | P     | Pavle Velimirović |
| 14 | Montenegro (bandiera) | C     | Andrej Bajović    |
| 15 | Montenegro (bandiera) | D     | Pjetër Lulgjuraj  |

| N. |                       | Ruolo | Calciatore           |
| -- | --------------------- | ----- | -------------------- |
| 16 | Montenegro (bandiera) | C     | Matija Božanović     |
| 17 | Montenegro (bandiera) | C     | Leon Ujkaj           |
| 20 | Montenegro (bandiera) | A     | Nenad Gavrić         |
| 22 | Montenegro (bandiera) | D     | Jonathan Drešaj      |
| 23 | Montenegro (bandiera) | A     | Mario Gjolaj         |
| 24 | Montenegro (bandiera) | D     | Bogdan Milić         |
| 28 | Montenegro (bandiera) | D     | Demir Krkanović      |
| 33 | Montenegro (bandiera) | A     | Ognjen Stijepović    |
| 50 | Serbia (bandiera)     | A     | Bojan Matić          |
| 55 | Montenegro (bandiera) | C     | Anel Asović          |
| 74 | Montenegro (bandiera) | D     | Saša Balić           |
| 77 | Somalia (bandiera)    | C     | Abdulsamed Abdullahi |

### Rosa 2022-2023
| N. |                       | Ruolo | Calciatore         |
| -- | --------------------- | ----- | ------------------ |
| 1  | Montenegro (bandiera) | P     | Andrija Dragojević |
|    | Montenegro (bandiera) | P     | Vedad Drešević     |
|    | Montenegro (bandiera) | P     | Aldin Adžović      |
|    | Montenegro (bandiera) | D     | Igor Kuč           |
|    | Montenegro (bandiera) | D     | Aldin Bećović      |
|    | Montenegro (bandiera) | D     | Ervin Hadžiburić   |
| 74 | Montenegro (bandiera) | D     | Marko Tući         |
|    | Montenegro (bandiera) | D     | Boris Grbović      |
|    | Montenegro (bandiera) | D     | Nikola Rogošić     |
|    | Montenegro (bandiera) | D     | Demir Ramović      |
|    | Montenegro (bandiera) | D     | Nijazim Padović    |
|    | Montenegro (bandiera) | D     | Mijat Milić        |
|    | Montenegro (bandiera) | C     | Buto Krkanovic     |

| N. |                       | Ruolo | Calciatore        |
| -- | --------------------- | ----- | ----------------- |
|    | Montenegro (bandiera) | C     | Hasim Đoković     |
|    | Montenegro (bandiera) | C     | Miladin Radović   |
|    | Montenegro (bandiera) | C     | Predrag Spnulović |
|    | Montenegro (bandiera) | C     | Edin Đoković      |
|    | Montenegro (bandiera) | C     | Rijad Pepić       |
|    | Montenegro (bandiera) | C     | Minja Ljumović    |
|    | Nigeria (bandiera)    | A     | Ikechukwu Ezeh    |
|    | Montenegro (bandiera) | A     | Adis Đoković      |
|    | Montenegro (bandiera) | A     | Edin Lekić        |
|    | Montenegro (bandiera) | A     | Kenan Adžović     |
| 9  | Montenegro (bandiera) | A     | Fatos Bećiraj     |
|    | Montenegro (bandiera) | A     | Mirza Ljumić      |